# ساوثرن لورد ريكوردس
ساوثرن لورد ريكوردس هي شركة تسجيل أمريكية لموسيقى الهيفي ميتال تأسست عام 1998 على يد جريج أندرسون . تخصصت في البداية في المعادن التجريبية : لا سيما معدن الموت والصخور الحجرية ومعدن الطائرات بدون طيار . وسعت العلامة في وقت لاحق تشكيلتها لتشمل فنانين من فرقة بلاك ميتال ، وبانك المتشددين ، وفرق بانك كرست .